# آبشار راک‌هاوس
آبشار راک‌هاوس (به انگلیسی: Rockhouse Falls) آبشاری است که در تنسی، ایالات متحده آمریکا واقع شده و ارتفاع کلی ریزشگاه آن ۱۲۵ فوت (۳۸ متر) است.